# Ayman El Wafi
Ayman El Wafi (en arabe : أيمن الوافي), né le 11 mai 2004 à Camaiore (Italie), est un footballeur italo-marocain qui joue au poste de défenseur au FC Lugano.

## Biographie

### Naissance, jeunesse et débuts (2010-2022)
Ayman El Wafi naît et grandit à Camaiore en Italie avant d'émigrer avec sa famille à Tanger au Maroc à l'âge de huit ans. À la suite du décès de son père, la famille retourne vivre en Italie et il intègre alors le centre de formation de l'US Livourne en 2015. 
En 2021, il signe au Hellas Vérone FC et dispute la saison 2022-2023 avec l'équipe réserve sous la houlette de l'entraîneur Marco Zaffaroni (it),. 

### FC Lugano (depuis 2023)
Le 8 juin 2023, il s'engage pour quatre saisons au FC Lugano en Swiss Super League,. Il intègre alors un effectif entraîné par Mattia Croci-Torti (it). Le 18 juillet, il fait sa première apparition à l'entraînement avec le groupe professionnel.
Mis sur le banc à l'occasion de la première journée de championnat contre le FC Stade Lausanne (victoire, 0-3), il entre en jeu le 29 juillet 2023 à la 57e minute en remplaçant Kreshnik Hajrizi (en) lors de la deuxième journée contre le FC Saint-Gall et remporte le match sur le score d'un but à zéro grâce à un but de Mohamed Amoura à la 70e minute.

### En sélection
Le 9 juin 2023, il figure sur la liste définitive d'Issame Charaï pour prendre part à la Coupe d'Afrique U23 qui a lieu au Maroc. Les matchs de phase de groupe ont lieu en fin de mois de juin contre la Guinée olympique, le Ghana olympique et le Congo olympique au Complexe sportif Moulay-Abdallah de Rabat. Titularisé d'entrée en match d'ouverture face à la Guinée olympique (victoire, 2-1), il fait une bonne impression et reçoit une deuxième titularisation contre le Ghana olympique, validant ainsi son ticket pour les demi-finales de la compétition après une victoire de 5-1,. En demi-finale contre le Mali olympique, ses coéquipiers remportent le match après 120 minutes disputés et une séance victorieuse de tirs au but (match nul, 2-2). Il assure ainsi une place en finale de la CAN U23 ainsi que pour les Jeux olympiques d'été de 2024 à Paris. La finale est remportée par le Maroc contre l'Égypte olympique grâce à un but en prolongation d'Oussama Targhalline (victoire, 2-1),.
Le 4 juillet 2024, il est sélectionné par Tarik Sektioui dans une liste de 22 joueurs avec le Maroc olympique pour prendre part aux Jeux olympiques 2024,.

## Statistiques

### Statistiques détaillées
| Saison                | Club                  | Championnat           | Championnat | Championnat | Championnat | Coupe(s) nationale(s) | Coupe(s) nationale(s) | Coupe(s) nationale(s) | Compétition(s) continentale(s) | Compétition(s) continentale(s) | Compétition(s) continentale(s) | Compétition(s) continentale(s) | Maroc | Maroc | Maroc | Total | Total | Total |
| Saison                | Club                  | Division              | M.          | B.          | P.d.        | M.                    | B.                    | P.d.                  | Comp.                          | M.                             | B.                             | P.d.                           | M.    | B.    | P.d.  | M.    | B.    | P.d.  |
| 2023-2024             | FC Lugano             | Super League          | 4           | 0           | 0           | 2                     | 0                     | 0                     | C4                             | 2                              | 0                              | 0                              | -     | -     | -     | 8     | 0     | 0     |
| Total sur la carrière | Total sur la carrière | Total sur la carrière | 4           | 0           | 0           | 2                     | 0                     | 0                     | -                              | 2                              | 0                              | 0                              | 0     | 0     | 0     | 8     | 0     | 0     |

### En sélection marocaine
Le tableau suivant liste les rencontres de l'équipe du Maroc U23 des catégories des jeunes dans lesquelles Ayman El Wafi a été sélectionné depuis le 24 mars 2023.
| Catégorie | Date              | Lieu       | Adversaire             | Résultat | Minutes | Compétition  | Buts | Passes | Capitaine | Club          |
| --------- | ----------------- | ---------- | ---------------------- | -------- | ------- | ------------ | ---- | ------ | --------- | ------------- |
| Maroc U23 | 21 septembre 2022 | Rabat      | Sénégal                | 0 – 4    | 90 min  | Match amical | 0    | 0      | Non       | Hellas Vérone |
| Maroc U23 | 25 septembre 2022 | Rabat      | Sénégal                | 1 – 3    | 90 min  | Match amical | 0    | 0      | Non       | Hellas Vérone |
| Maroc U23 | 24 mars 2023      | Rabat      | Togo                   | 2 – 0    | 90 min  | Match amical | 0    | 0      | Non       | Hellas Vérone |
| Maroc U23 | 27 mars 2023      | Rabat      | Ouzbékistan            | 3 – 0    | 90 min  | Match amical | 0    | 0      | Non       | Hellas Vérone |
| Maroc U23 | 15 juin 2023      | Rabat      | Mauritanie             | 4 – 1    | -       | Match amical | 0    | 0      | Non       | FC Lugano     |
| Maroc U23 | 19 juin 2023      | Rabat      | Zambie                 | 3 – 1    | -       | Match amical | 0    | 0      | Non       | FC Lugano     |
| Maroc U23 | 24 juin 2023      | Rabat      | Guinée                 | 2 – 1    | 90 min  | CAN U23      | 0    | 0      | Non       | FC Lugano     |
| Maroc U23 | 27 juin 2023      | Rabat      | Ghana                  | 5 – 1    | 90 min  | CAN U23      | 0    | 0      | Non       | FC Lugano     |
| Maroc U23 | 8 juillet 2023    | Rabat      | Égypte                 | 2 – 1    | 120 min | CAN U23      | 0    | 0      | Non       | FC Lugano     |
| Maroc U23 | 12 octobre 2023   | Casablanca | Irak                   | 0 – 1    | 28 min  | Match amical | 0    | 0      | Non       | FC Lugano     |
| Maroc U23 | 16 octobre 2023   | Casablanca | République dominicaine | 3 – 1    | 90 min  | Match amical | 0    | 0      | Non       | FC Lugano     |
| Maroc U23 | 21 novembre 2023  | Murcie     | États-Unis             | 1 – 0    | 90 min  | Match amical | 0    | 0      | Non       | FC Lugano     |
| Maroc U23 | 22 mars 2024      | Antalya    | Ukraine                | 1 – 0    | 90 min  | Match amical | 0    | 0      | Non       | FC Lugano     |
| Maroc U23 | 26 mars 2024      | Antalya    | Pays de Galles         | 2 – 0    | 90 min  | Match amical | 0    | 1      | Oui       | FC Lugano     |
| Maroc U23 | 4 juin 2024       | Rabat      | Belgique               | 2 – 2    | 25 min  | Match amical | 0    | 0      | Non       | FC Lugano     |

## Palmarès
Maroc -23 ans
- Coupe d'Afrique des nations :
  -  Vainqueur : 2023.